# Многа (приток Великой)
Мно́га — река в России, протекает по Псковской области. Устье реки находится в 26 км по правому берегу реки Великой. Длина реки составляет 58 км, площадь водосборного бассейна 665 км².
Название является славянской калькой с балтийской основы daug- «изобильный, многий» (ср. Даугава).

## Притоки
- В 46 км от устья, по левому берегу реки впадает река Березница.
- В 43 км от устья, по правому берегу реки впадает река Наверека.
- В 25 км от устья, по правому берегу реки впадает река Лобянка.
- В 20 км от устья, по левому берегу реки впадает река Зарезница.
- В 8 км от устья, по правому берегу реки впадает река Дубина.

## Данные водного реестра
По данным государственного водного реестра России относится к Балтийскому бассейновому округу, водохозяйственный участок реки — Великая. Относится к речному бассейну реки Нарва (российская часть бассейна).
Код объекта в государственном водном реестре — 01030000212102000029065.